# Careproctus
Careproctus är ett släkte av fiskar. Careproctus ingår i familjen Liparidae.

## Dottertaxa tillCareproctus, i alfabetisk ordning[1]
- Careproctus abbreviatus
- Careproctus acaecus
- Careproctus acanthodes
- Careproctus aciculipunctatus
- Careproctus acifer
- Careproctus aculeolatus
- Careproctus albescens
- Careproctus ampliceps
- Careproctus armatus
- Careproctus atakamensis
- Careproctus atrans
- Careproctus attenuatus
- Careproctus aureomarginatus
- Careproctus bathycoetus
- Careproctus batialis
- Careproctus bowersianus
- Careproctus cactiformis
- Careproctus canus
- Careproctus catherinae
- Careproctus colletti
- Careproctus comus
- Careproctus continentalis
- Careproctus credispinulosus
- Careproctus crozetensis
- Careproctus curilanus
- Careproctus cyclocephalus
- Careproctus cypseluroides
- Careproctus cypselurus
- Careproctus derjugini
- Careproctus discoveryae
- Careproctus dubius
- Careproctus ectenes
- Careproctus eltaninae
- Careproctus falklandicus
- Careproctus faunus
- Careproctus fedorovi
- Careproctus filamentosus
- Careproctus furcellus
- Careproctus georgianus
- Careproctus gilberti
- Careproctus guillemi
- Careproctus herwigi
- Careproctus homopterus
- Careproctus hyaleius
- Careproctus improvisus
- Careproctus inflexidens
- Careproctus kidoi
- Careproctus knipowitschi
- Careproctus lacmi
- Careproctus leptorhinus
- Careproctus longifilis
- Careproctus longipectoralis
- Careproctus longipinnis
- Careproctus macranchus
- Careproctus macrodiscus
- Careproctus macrophthalmus
- Careproctus maculosus
- Careproctus magellanicus
- Careproctus marginatus
- Careproctus mederi
- Careproctus melanuroides
- Careproctus melanurus
- Careproctus merretti
- Careproctus micropus
- Careproctus microstomus
- Careproctus minimus
- Careproctus mollis
- Careproctus nigricans
- Careproctus novaezelandiae
- Careproctus opisthotremus
- Careproctus oregonensis
- Careproctus ostentum
- Careproctus ovigerus
- Careproctus pallidus
- Careproctus parini
- Careproctus parvidiscus
- Careproctus parviporatus
- Careproctus patagonicus
- Careproctus paxtoni
- Careproctus phasma
- Careproctus polarsterni
- Careproctus profundicola
- Careproctus pseudoprofundicola
- Careproctus pycnosoma
- Careproctus ranula
- Careproctus rastrinoides
- Careproctus rastrinus
- Careproctus reinhardti
- Careproctus rhodomelas
- Careproctus rimiventris
- Careproctus roseofuscus
- Careproctus rotundifrons
- Careproctus sandwichensis
- Careproctus scaphopterus
- Careproctus scottae
- Careproctus segaliensis
- Careproctus seraphimae
- Careproctus simus
- Careproctus sinensis
- Careproctus smirnovi
- Careproctus solidus
- Careproctus spectrum
- Careproctus steini
- Careproctus stigmatogenus
- Careproctus tapirus
- Careproctus telescopus
- Careproctus trachysoma
- Careproctus tricapitidens
- Careproctus vladibeckeri
- Careproctus zachirus
- Careproctus zispi